# Кастельново-не-Монти
Кастельново-не-Монти (итал. Castelnovo ne' Monti) —  коммуна в Италии, в провинции Реджо-нель-Эмилия области Эмилия-Романья.
Население составляет 10539 человек (2008 г.), плотность населения составляет 110 чел./км². Занимает площадь 96 км². Почтовый индекс — 42035. Телефонный код — 0522.
Покровителем коммуны почитается святой мученик Панкратий Римский. Праздник ежегодно празднуется 12 мая.
Является членом движения «Медленный город» (итал.  Cittaslow).

## Демография
Динамика населения:

## Администрация коммуны
- Официальный сайт: http://www.comune.castelnovo-nemonti.re.it